# 斋藤仁美
斋藤仁美（日语：／ Saitō Hitomi，1990年7月9日—），日本女子短道速滑运动员，她曾获得2017年世界短道速滑锦标赛女子3000米接力铜牌，她也曾参加2017年亚洲冬季运动会和2018年冬季奥林匹克运动会。